# Новиков, Владимир Анатольевич (гимнаст)
Влади́мир Анато́льевич Но́виков (4 августа 1970 г. Алма-Ата, Казахская ССР, СССР) — советский гимнаст, олимпийский чемпион 1988, двукратный чемпион мира, заслуженный мастер спорта СССР.

## Спортивные достижения
Олимпийские игры
| Год  | Абсолютное | Командное | Вольные упражнения | Конь | Кольца | Опорный прыжок | Брусья  | Перекладина |
| ---- | ---------- | --------- | ------------------ | ---- | ------ | -------------- | ------- | ----------- |
| 1988 | 11 (кв.)   | 1         | 19                 | 9    | 9      | 39             | 6 (кв.) | 12          |

Выступления на чемпионатах мира и первенствах СССР:
| Год  | Первенство     | Абсолютное | Командное | Вольные упражнения | Конь | Кольца | Опорный прыжок | Брусья | Перекладина |
| ---- | -------------- | ---------- | --------- | ------------------ | ---- | ------ | -------------- | ------ | ----------- |
| 1987 | Чемпионат мира |            | 1         |                    |      |        |                |        |             |
| 1987 | Чемпионат СССР | 7          |           | 3                  |      | 6      |                |        | 7           |
| 1988 | Чемпионат СССР | 6          |           | 1                  | 5    | 5      |                | 5      | 4           |
| 1989 | Чемпионат мира |            | 1         |                    |      |        |                |        | 4           |
| 1989 | Чемпионат СССР | 2          |           |                    |      |        |                |        |             |

## Награды
- Звание заслуженный мастер спорта СССР (1988).